# Voyage to India
Voyage to India är det andra studioalbumet av den amerikanska neosoul-sångerskan India.Arie, utgivet den 24 september 2002 via Motown Records. 
Skivan, som idag är Aries mest kommersiellt framgångsrika, klättrade till en sjätte placering på USA:s albumlista Billboard 200, toppade USA:s R&B-lista och certifierades platina av RIAA. Vid 2003:s Grammy Awards vann cd:n med utmärkelsen Best R&B Albume Utomlands blev skivan också framgångsrik med en topp-40 placering i Sverige och Kanada. 
Den första singeln från albumet, "Little Things", presterade mediokert men vann trots det en Grammy för Best Urban/Alternative Performance. 

## Innehållsförteckning
1. "Growth" – 1:00
2. "Little Things" – 3:29
3. "Talk to Her" – 5:10
4. "Slow Down" – 3:52
5. "The Truth" – 3:29
6. "Beautiful Surprise" – 2:28
7. "Healing" – 0:55
8. "Get It Together" – 4:54
9. "Headed in the Right Direction" – 3:29
10. "Can I Walk with You" – 3:50
11. "The One" – 3:21
12. "Complicated Melody" – 3:13
13. "Gratitude" – 1:05
14. "Good Man" – 3:32
15. "God Is Real" – 4:36
16. "Interested" – 4:05

## Listor
| Lista (2002)                          | Topposition |
| ------------------------------------- | ----------- |
| Canadian Albums Chart                 | 12          |
| Dutch Albums Chart                    | 47          |
| French Albums Chart                   | 123         |
| German Albums Chart                   | 90          |
| Italian Albums Chart                  | 47          |
| Swedish Albums Chart                  | 37          |
| Swiss Albums Chart                    | 53          |
| UK Albums Chart                       | 82          |
| U.S. Billboard 200                    | 6           |
| U.S. Billboard Top R&B/Hip-Hop Albums | 1           |
| U.S. Billboard Internet Albums        | 6           |